# Serie (matematică)
În matematică, o serie este un șir infinit între elementele căruia se poate scrie semnul operației de adunare:
{\displaystyle S=\sum \limits _{k=1}^{\infty }x_{k}=x_{1}+x_{2}+x_{3}+\ldots }
Elementele seriei pot fi numere reale, numere complexe, vectori, funcții având ca valori numere reale, complexe sau vectori, etc. Este necesar ca pentru mulțimea din care se iau elementele seriei să fie definite operația de adunare și noțiunea de convergență.
Fără alte condiții, o astfel de serie se mai numește serie formală, deoarece (încă) nu se efectuează adunarea termenilor. Pentru a defini suma (valoarea) seriei, se definesc mai întâi sumele parțiale ca fiind sume de numere finite de elemente de la începutul șirului:
{\displaystyle S_{N}=\sum \limits _{k=1}^{N}x_{k}=x_{1}+x_{2}+\ldots +x_{N}}
Se spune că seria este convergentă dacă șirul sumelor parțiale {\displaystyle S_{1},S_{2},\ldots } este convergent. Pentru o serie convergentă, se definește suma seriei ca fiind limita șirului sumelor parțiale:
{\displaystyle S=\lim \limits _{N\to \infty }S_{N}}

## Exemple
Probabil cea mai simplă serie infinită convergentă este:
{\displaystyle 1+{\frac {1}{2}}+{\frac {1}{4}}+{\frac {1}{8}}+{\frac {1}{16}}+\cdots }
Se poate "vizualiza" convergența ei pe axa numerelor reale: se poate imagina o linie de lungime 2, pe care se marchează succesiv segmente cu lungimile 1, ½, ¼ etc. Întotdeauna se va putea marca următorul segment, deoarece dimensiunea liniei rămasă nemarcată va fi întotdeauna aceeași cu cea a ultimului segment marcat: când a fost marcat segmentul ½, a mai rămas o bucată nemarcată de lungime ½, deci putem să marcăm următorul segment de ¼. Acest argument nu demonstrează că suma este egală cu 2 (deși este), ci demonstrează că este cel mult 2 — in alte cuvinte, seria are o limită superioară.
Această serie este o serie geometrică iar matematicienii de obicei o scriu astfel:
{\displaystyle \sum _{n=0}^{\infty }2^{-n}=2.}
unde termenii an sunt numere reale (sau complexe). Spunem că seria converge la S, sau că suma ei este S, dacă limita
{\displaystyle \lim _{N\rightarrow \infty }\sum _{n=0}^{N}a_{n}}
există și este egală cu S. Dacă nu există un astfel de număr atunci se spune că seria este divergentă.
Matematic ,limita acestei serii se calculează după formula: {\displaystyle {\frac {a_{1}}{1-q}}} , unde a1 este primul termen (în acest caz 1) ,iar q este rația (în acest caz 1/2).

#### Demonstrație:
{\displaystyle 1.)S=a_{1}+a_{2}+a_{3}+...=a_{1}+a_{1}\cdot q+a_{1}\cdot q^{2}+...}
{\displaystyle 2.)q\cdot S=a_{1}\cdot q+a_{1}\cdot q^{2}+a_{1}\cdot q^{3}+...}
Din diferența celor doua relații (1-2) rezultă:
{\displaystyle S-q\cdot S=a_{1}}
{\displaystyle S(1-q)=a_{1}}
{\displaystyle S={\frac {a_{1}}{1-q}}} , pentru orice q cu  |q|<1.

## Câteva tipuri de serii infinite
- O serie geometrică este o serie în care fiecare termen succesiv este obținut prin înmulțirea termenului anterior printr-o constantă (numită rație). De exemplu:

{\displaystyle 1+{1 \over 2}+{1 \over 4}+{1 \over 8}+{1 \over 16}+\cdots =\sum _{n=0}^{\infty }{1 \over 2^{n}}.}
În general, seria geometrică
{\displaystyle \sum _{n=0}^{\infty }z^{n}}
converge dacă și numai dacă |z| < 1.
- Seria armonică este seria:

{\displaystyle 1+{1 \over 2}+{1 \over 3}+{1 \over 4}+{1 \over 5}+\cdots =\sum _{n=1}^{\infty }{1 \over n}.}
- Seria

{\displaystyle \sum _{n=1}^{\infty }{\frac {1}{n^{r}}}}
converge dacă r > 1 și este divergentă dacă r ≤ 1, acest lucru poate fi arătăt cu ajutorul criteriului integral.
- O serie alternată este o serie în care termenii alternează semnele. Exemplu:

{\displaystyle 1-{1 \over 2}+{1 \over 3}-{1 \over 4}+{1 \over 5}-\cdots =\sum _{n=1}^{\infty }(-1)^{n+1}{1 \over n}.}
- O serie telescopică

{\displaystyle \sum _{n=1}^{\infty }(b_{n}-b_{n+1})}
converge dacă șirul bn converge la o limită L când n tinde la infinit. Suma seriei este atunci b1 − L.

## Absolut convergența
Articol principal: Absolut convergența.
Se spune că o serie de numere reale sau complexe sau de vectori într-un spațiu Banach
{\displaystyle \sum _{n=0}^{\infty }a_{n}}
converge absolut sau că este absolut convergentă dacă seria valorilor absolute ale termenilor, sau respectiv seria normelor lor,
{\displaystyle \sum _{n=0}^{\infty }\left|a_{n}\right|}
este convergentă.
O serie absolut convergentă este întotdeauna convergentă. Mai mult, prin permutarea termenilor unei serii absolut convergente, rezultă întotdeauna o serie convergentă a cărei sumă este egală cu suma seriei originale.
O serie convergentă care nu este absolut convergentă se numește semiconvergentă. Pentru o serie semiconvergentă de numere reale, se poate, prin permutarea adecvată a termenilor, să se obțină o serie ce converge la orice valoare se dorește; de asemenea, prin permutarea termenilor unei serii semiconvergente se poate obține o serie divergentă.

## Criterii de convergență
Articol principal: Criterii de convergență.
Criteriile de comparație se folosesc pentru determinarea naturii unei serii (convergentă sau divergentă), cunoscând natura unei alte serii și testând anumite relații între termenii celor două serii.
- Primul criteriu de comparație;
- Al doilea criteriu de comparație;
- Al treilea criteriu de comparație;
- Criteriul radicalului (Cauchy);
- Criteriul raportului (D'Alembert);
- Criteriul Raabe-Duhamel;
- Criteriul Kummer;
- Criteriul de condensare (Cauchy);
- Criteriul seriilor absolut convergente și semiconvergente;
- Criteriul general al lui Cauchy;
- Criteriul lui Abel-Drichlet;
- Criteriul lui Weierstrass;
- Criteriul lui Dirichlet.